# Saadiyat Beach Golf Club
De Saadiyat Beach Golf Club is een golfclub in de wijk Saadiyat Beach op het door TDIC ontwikkelde eiland Saadiyat in de stad Abu Dhabi. De linksbaan is ontwerpen door Zuid-Afrikaans golfspeler Gary Player en wordt beheerd door het Schotse Troon Golf. De 18-holesgolfbaan heeft drie meren en 67 bunkers. De lengte varieert tussen de 4.837 meter voor de rode tee en de 7.138 meter voor de "Player tee". In januari 2010 werd de club geopend met de Saadiyat Beach Classic, die daarnaast ook in 2011 werd gehouden. Beide wedstrijden werden georganiseerd door Gary Player. De Saadiyat Beach Golf Club werd op 1 maart 2010 geopend voor het publiek. In 2010 werd de club tijdens de "Arabian Property Awards" benoemd tot beste golfbaan.
De golfbaan beschikt over een door Frank Gehry ontworpen clubhuis met een restaurant en heeft daarnaast ook een driving range. Er is ook een golfacademie.

## Saadiyat Beach Classic
In 2010 en 2011 werd op de golfbaan de Saadiyat Beach Classic gehouden om geld voor lokale goede doelen met betrekking tot kinderen in te zamelen. De wedstrijd werd in teams gehouden bestaande uit één bekende professional en drie amateurs. In 2011 werden de teams vernoemd naar de sponsoren. In 2010 werd 1,2 miljoen AED voor het goede doel opgehaald en in 2011 was dat 1,9 miljoen AED. In 2011 was kroonprins Mohammed bin Zayed Al Nahyan een van de donateurs. De uitslagen waren als volgt:
| #                    | Score                | Team                    | Deelnemers                                                         |
| 2010 (27-28 januari) | 2010 (27-28 januari) | 2010 (27-28 januari)    | 2010 (27-28 januari)                                               |
| -------------------- | -------------------- | ----------------------- | ------------------------------------------------------------------ |
| 1                    | -27                  | Team Rory McIlroy       | Rory McIlroy, Pavan Nihalani, Kory Thompson, Ashok Galagotia       |
| 2                    | -17                  | Team Darren Clarke      | Darren Clarke, Hans Olbertz, Deano Hopewell, Mohamed Toki          |
| 3                    | -17                  | Team Peter Mitchell     | Peter Mitchell, Faisal Al Sheikh, James Bowring, Tariq Al Sowaidi  |
| 2011 (24 januari)    |                      |                         |                                                                    |
| 1                    |                      | Abu Dhabi Media Company | Thomas Bjørn, Tom Ashby, Marco Boni, Nick Pomeroy                  |
| 2                    |                      | Emirates Airline        | Henrik Stenson, Alan Main, Nizzam Uddin, Victoria Bishop           |
| 3                    |                      | TDIC                    | Gary Player, Donavan Joseph, Axel Saint Romain, Darwish Al Qubaisi |